# TACL
TACL (die Tandem Advanced Command Language) ist eine Skriptsprache, die ursprünglich auf Tandem-Computern eingesetzt wurde. Tandem-Computer wurden ursprünglich von Tandem Computers, Inc. in Cupertino, Kalifornien hergestellt.  Die Strategie von Tandem war das aufkommende Konzept der  "kontinuierlichen Verfügbarkeit", basierend auf redundanter Hardware und einem auf Ausfallsicherheit optimierten Betriebssystem (NonStop Kernel oder NSK, früherer Name "Guardian"). Ziel war, kontinuierliche Anwendungsverfügbarkeit dadurch zu garantieren, dass sichergestellt wurde, dass das System jeden Hardwarefehler überleben konnte. Dies liegt der Tandem-spezifischen ultra-zuverlässigen Transaktionsverarbeitung. Tandem wurde 1997 vom Computerhersteller Compaq übernommen, der seinerseits schließlich mit Hewlett-Packard fusionierte.
TACL ist weiterhin die Skriptsprache auf Hewlett-Packard-NonStop-Servern. NonStop-Server sind Schlüsselkomponenten der zentralen Infrastruktur der größten Banken, Casinos, Handelsketten, Telefongesellschaften, E-Mail-Systemen und Börsen weltweit.

## Programmierparadigma
TACL ist eine interpretierte Sprache. TACL-Anweisungen können in einem einfachen Textfile als MACROs, ROUTINEn, oder DEFINEs abgespeichert, um Skripte zu bilden. Solche Skripte werden oft benutzt, um Start-Up und Hardware-Konfigurationssequenzen zu speichern.
Die TACL-Sprache hat eine große Zahl eingebauter Werkzeuge, die es dem Benutzer erlauben, Output verschiedener Systemprogramme zu zeilen- oder zeichenweise zu verarbeiten. Das ermöglicht den Benutzern, TACL-Programme zu schreiben, die Systemereignisse dadurch überwachen, dass sie Ereignislogs von System und Anwendungen filtern.
Beispiel für eine TACL-Routine, gespeichert in File FILE1:
?Section HELLO_BERNARD ROUTINE
#OUTPUT Hello BERNARD
Start der Routine:
1. Vom TACL-Prompt eingeben: LOAD / KEEP 1 / FILE1   (dadurch wird die Routine in den Speicher geladen.)
2. Eingabe:  HELLO_BERNARD (um die Routine laufen zu lassen)
3. Output:  Hello BERNARD

Oder man schreibt eine Datei namens FILE1 mit folgenden zwei Zeilen:
?TACL ROUTINE
#OUTPUT Hello BERNARD !

Ausführung:
> RUN FILE1